# شيراني (سلماس)
شيراني هي قرية في مقاطعة سلماس، إيران. يقدر عدد سكانها بـ 279 نسمة بحسب إحصاء 2016.